# Sphecozone novaeteutoniae
Sphecozone novaeteutoniae är en spindelart som först beskrevs av Léon Baert 1987.  Sphecozone novaeteutoniae ingår i släktet Sphecozone och familjen täckvävarspindlar. Inga underarter finns listade i Catalogue of Life.